# Központi hivatal
A központi hivatal Magyarországon központi hivatal törvény vagy kormányrendelet által létrehozott, miniszter irányítása alatt működő központi államigazgatási szerv.

## Jogállása
A központi hivatal szervezeti és működési szabályzatát a központi hivatalt irányító miniszter normatív utasításban adja ki.
A központi hivatal területi szervekkel akkor rendelkezik, ha erre a központi hivatalt létrehozó törvény vagy kormányrendelet kifejezetten lehetőséget ad.
A központi hivatal vezetőjét - ha törvény vagy kormányrendelet eltérően nem rendelkezik - a központi hivatalt irányító miniszter nevezi ki és menti fel.
A központi hivatal vezetőjének javasolt személyről a központi hivatalt irányító miniszter tájékoztatja a közigazgatási minőségpolitikáért és személyzetpolitikáért felelős miniszter által vezetett minisztérium közigazgatási államtitkárát, aki a javasolt személlyel szemben a tájékoztatást követő tizenöt napon belül kifogással élhet. A kifogásolt személy nem nevezhető ki a központi hivatal vezetőjének. Ha a központi hivatalt a közigazgatási minőségpolitikáért és személyzetpolitikáért felelős miniszter irányítja, az (5) bekezdést nem kell alkalmazni.
A központi hivatal vezetője - ha törvény vagy kormányrendelet eltérően nem rendelkezik - államtitkári illetményre és kormányrendeletben meghatározott juttatásokra jogosult.
A központi hivatal vezetőjének helyettese - ha törvény vagy kormányrendelet eltérően nem rendelkezik - helyettes államtitkári illetményre jogosult.
A központi hivatal vezetője és a központi hivatal vezetőjének helyettese kormányzati szolgálati jogviszonyban áll. Törvény vagy kormányrendelet eltérő rendelkezése hiányában a központi hivatal vezetője és a központi hivatal vezetőjének helyettese jogviszonyára a közszolgálati tisztviselőkről szóló törvény vezetői munkakört betöltő kormánytisztviselőjére vonatkozó szabályokat kell alkalmazni.
A központi hivatalra - ha törvény vagy kormányrendelet eltérően nem rendelkezik - a 2010. évi XLIII. törvény 63-68. §§-ait kell alkalmazni.
Törvényben központi hivatal akkor hozható létre, ha a központi hivatal fegyveres rendvédelmi feladatokat lát el.
Törvény által létrehozott központi hivatal irányítását a Kormány eredeti jogalkotói hatáskörben kiadott rendeletében kijelölt miniszter látja el.